# ماورو غالو
ماورو غالو (بالإيطالية: Mauro Gallo)‏ هو سباح إيطالي، ولد في 6 مايو 1979 في ميرانو الإيطالية في إيطاليا.

## وصلات خارجية
- ماورو غالو على موقع الاتحاد الدولي للسباحة (الإنجليزية)
- ماورو غالو على موقع SwimRankings.net (الإنجليزية)
- ماورو غالو على موقع أوليمبيديا (الإنجليزية)